# Grup B del Campionat del Món de bàsquet masculí del 2010
El Grup B del Campionat del Món de bàsquet 2010 començarà a disputar els seus partits el 28 d'agost de 2010. El grup jugarà tots els seus partits al pavelló Abdi İpekçi Arena, Istanbul, Turquia.
El grup és compost pels equips del Brasil, Croàcia, Iran, Eslovènia, Tunísia i els Estats Units. El seu rànquing FIBA mitjà és de 19, i excloent Tunísia, que té el rànquing més baix, és de 14.4.

## Classificació
| Equip        | J | G | P | PF  | PC  | DIF  | Pts |
| ------------ | - | - | - | --- | --- | ---- | --- |
| Estats Units | 5 | 5 | 0 | 455 | 331 | +124 | 10  |
| Eslovènia    | 5 | 4 | 1 | 393 | 376 | +17  | 9   |
| Brasil       | 5 | 3 | 2 | 398 | 354 | +44  | 8   |
| Croàcia      | 5 | 2 | 3 | 395 | 407 | −12  | 7   |
| Iran         | 5 | 1 | 4 | 301 | 367 | −66  | 6   |
| Tunísia      | 5 | 0 | 5 | 295 | 407 | −112 | 5   |

Tots els horaris són locals (UTC+2)

## 28 d'agost

### Tunísia - Eslovènia
| 28 d'agost 16:30 Crònica | Tunísia                                                  | 56–'80' | Eslovènia                                      | Abdi İpekçi Arena, Istanbul Assistència: 12,500 espectadors Àrbitres: Romualdas Brazauskas (LTU), Jose Hernan Melgarejo Pinto (COL), Stephen Seibel (CAN) |
| 28 d'agost 16:30 Crònica | Resultats per quarts: 14–22, 14–17, 12–24, 16–17         |         |                                                | Abdi İpekçi Arena, Istanbul Assistència: 12,500 espectadors Àrbitres: Romualdas Brazauskas (LTU), Jose Hernan Melgarejo Pinto (COL), Stephen Seibel (CAN) |
| 28 d'agost 16:30 Crònica | Pts: Slimane 11 Rebs: Mejri 6 Assist: Slimane, Kechrid 2 |         | Pts: Dragić 16 Rebs: Vidmar 7 Assist: Dragić 8 | Abdi İpekçi Arena, Istanbul Assistència: 12,500 espectadors Àrbitres: Romualdas Brazauskas (LTU), Jose Hernan Melgarejo Pinto (COL), Stephen Seibel (CAN) |

### Estats Units - Croàcia
| 28 d'agost 19:00 Crònica | Estats Units                                                     | '106'–78 | Croàcia                                         | Abdi İpekçi Arena, Istanbul Assistència: 12,500 espectadors Àrbitres: Reynaldo Antonio Mercedes Sanchez (DOM), Yuji Hirahara (JPN), Christos Christodoulou (GRE) |
| 28 d'agost 19:00 Crònica | Resultats per quarts: 22–20, 26–6, 30–22, 28–30                  |          |                                                 | Abdi İpekçi Arena, Istanbul Assistència: 12,500 espectadors Àrbitres: Reynaldo Antonio Mercedes Sanchez (DOM), Yuji Hirahara (JPN), Christos Christodoulou (GRE) |
| 28 d'agost 19:00 Crònica | Pts: Gordon 16 Rebs: Love 10 Assist: Billups, Curry, Westbrook 4 |          | Pts: Bogdanović 17 Rebs: Tomić 8 Assist: Ukić 4 | Abdi İpekçi Arena, Istanbul Assistència: 12,500 espectadors Àrbitres: Reynaldo Antonio Mercedes Sanchez (DOM), Yuji Hirahara (JPN), Christos Christodoulou (GRE) |

### Iran - Brasil
| 28 d'agost 21:30 Crònica | Iran                                              | 65–'81' | Brasil                                                  | Abdi İpekçi Arena, Istanbul Assistència: 12,500 espectadors Àrbitres: Recep Ankarali (TUR), Jose Martin (ESP), David Chambon (FRA) |
| 28 d'agost 21:30 Crònica | Resultats per quarts: 12–22, 17–17, 17–22, 19–20  |         |                                                         | Abdi İpekçi Arena, Istanbul Assistència: 12,500 espectadors Àrbitres: Recep Ankarali (TUR), Jose Martin (ESP), David Chambon (FRA) |
| 28 d'agost 21:30 Crònica | Pts: Haddadi 16 Rebs: Haddadi 9 Assist: Kamrani 4 |         | Pts: Giovannoni 17 Rebs: Marquinhos 8 Assist: Huertas 9 | Abdi İpekçi Arena, Istanbul Assistència: 12,500 espectadors Àrbitres: Recep Ankarali (TUR), Jose Martin (ESP), David Chambon (FRA) |

## 29 d'agost

### Eslovènia - Estats Units
| 29 d'agost 16:30 Crònica | Eslovènia                                                   | 77–'99' | Estats Units                                         | Abdi İpekçi Arena, Istanbul Assistència: 12,500 espectadors Àrbitres: Jose Martin (ESP), Christos Christodoulou(GRE), Stephen Seibel(CAN) |
| 29 d'agost 16:30 Crònica | Resultats per quarts: 11–23, 17–19, 18–25, 31–32            |         |                                                      | Abdi İpekçi Arena, Istanbul Assistència: 12,500 espectadors Àrbitres: Jose Martin (ESP), Christos Christodoulou(GRE), Stephen Seibel(CAN) |
| 29 d'agost 16:30 Crònica | Pts: Nachbar 13 Rebs: Nachbar 4 Assist: Dragić, Bečirović 4 |         | Pts: Durant 22 Rebs: Love 11 Assist: Rose, Billups 5 | Abdi İpekçi Arena, Istanbul Assistència: 12,500 espectadors Àrbitres: Jose Martin (ESP), Christos Christodoulou(GRE), Stephen Seibel(CAN) |

### Croàcia - Iran
| 29 d'agost 19:00 Crònica | Croàcia                                                      | '75'–54 | Iran                                             | Abdi İpekçi Arena, Istanbul Assistència: 12,500 espectadors Àrbitres: Romualdas Brazauskas (LTU), Recep Ankarali (TUR), Carlos José Julio (ANG) |
| 29 d'agost 19:00 Crònica | Resultats per quarts: 22–13, 22–11, 9–16, 22–14              |         |                                                  | Abdi İpekçi Arena, Istanbul Assistència: 12,500 espectadors Àrbitres: Romualdas Brazauskas (LTU), Recep Ankarali (TUR), Carlos José Julio (ANG) |
| 29 d'agost 19:00 Crònica | Pts: Ukić, Bogdanović 13 Rebs: Tomić, Banić 7 Assist: Ukić 4 |         | Pts: Haddadi 27 Rebs: Haddadi 9 Assist: Davari 4 | Abdi İpekçi Arena, Istanbul Assistència: 12,500 espectadors Àrbitres: Romualdas Brazauskas (LTU), Recep Ankarali (TUR), Carlos José Julio (ANG) |

### Brasil - Tunísia
| 29 d'agost 21:30 Crònica | Brasil                                                        | '80'–65 | Tunísia                                           | Abdi İpekçi Arena, Istanbul Assistència: 12,500 espectadors Àrbitres: Yuji Hirahara (JPN), David Chambon (FRA), Reynaldo Antonio Mercedes Sanchez (DOM) |
| 29 d'agost 21:30 Crònica | Resultats per quarts: 26–16, 17–14, 16–18, 21–17              |         |                                                   | Abdi İpekçi Arena, Istanbul Assistència: 12,500 espectadors Àrbitres: Yuji Hirahara (JPN), David Chambon (FRA), Reynaldo Antonio Mercedes Sanchez (DOM) |
| 29 d'agost 21:30 Crònica | Pts: Barbosa 21 Rebs: Barbosa 6 Assist: Huertas, Giovannoni 3 |         | Pts: Kechrid 15 Rebs: Slimane 8 Assist: Kechrid 3 | Abdi İpekçi Arena, Istanbul Assistència: 12,500 espectadors Àrbitres: Yuji Hirahara (JPN), David Chambon (FRA), Reynaldo Antonio Mercedes Sanchez (DOM) |

## 30 d'agost

### Eslovènia - Croàcia
| 30 d'agost 16:30 Crònica | Eslovènia                                                        | '91'–84 | Croàcia                                   | Abdi İpekçi Arena, Istanbul Assistència: 12,500 espectadors Àrbitres: Reynaldo Antonio Mercedes Sanchez (DOM), Yuji Hirahara (JPN), David Chambon (FRA) |
| 30 d'agost 16:30 Crònica | Resultats per quarts: 16–18, 23–26, 26–15, 26–25                 |         |                                           | Abdi İpekçi Arena, Istanbul Assistència: 12,500 espectadors Àrbitres: Reynaldo Antonio Mercedes Sanchez (DOM), Yuji Hirahara (JPN), David Chambon (FRA) |
| 30 d'agost 16:30 Crònica | Pts: Slokar, Lakovič 15 Rebs: Brezec 8 Assist: Dragić, Lakovič 4 |         | Pts: Ukić 20 Rebs: Žorić 9 Assist: Ukić 7 | Abdi İpekçi Arena, Istanbul Assistència: 12,500 espectadors Àrbitres: Reynaldo Antonio Mercedes Sanchez (DOM), Yuji Hirahara (JPN), David Chambon (FRA) |

### Tunísia - Iran
| 30 d'agost 19:00 Crònica | Tunísia                                                          | 58–'71' | Iran                                               | Abdi İpekçi Arena, Istanbul Assistència: 12,500 espectadors Àrbitres: Jose Martin (ESP), Jose Hernan Melgarejo Pinto (COL), Carlos José Julio (ANG) |
| 30 d'agost 19:00 Crònica | Resultats per quarts: 11–23, 12–10, 13–22, 22–16                 |         |                                                    | Abdi İpekçi Arena, Istanbul Assistència: 12,500 espectadors Àrbitres: Jose Martin (ESP), Jose Hernan Melgarejo Pinto (COL), Carlos José Julio (ANG) |
| 30 d'agost 19:00 Crònica | Pts: Romdhane, Mejri 10 Rebs: Mejri 9 Assist: Slimane, Hdidane 3 |         | Pts: Haddadi 23 Rebs: Haddadi 13 Assist: Kamrani 3 | Abdi İpekçi Arena, Istanbul Assistència: 12,500 espectadors Àrbitres: Jose Martin (ESP), Jose Hernan Melgarejo Pinto (COL), Carlos José Julio (ANG) |

### Estats Units - Brasil
| 30 d'agost 21:30 Crònica | Estats Units                                     | '70'–68 | Brasil                                                 | Abdi İpekçi Arena, Istanbul Assistència: 12,500 espectadors Àrbitres: Romualdas Brazauskas (LTU), Christos Christodoulou (GRE), Stephen Seibel (CAN) |
| 30 d'agost 21:30 Crònica | Resultats per quarts: 22–28, 21–18, 18–13, 9–9   |         |                                                        | Abdi İpekçi Arena, Istanbul Assistència: 12,500 espectadors Àrbitres: Romualdas Brazauskas (LTU), Christos Christodoulou (GRE), Stephen Seibel (CAN) |
| 30 d'agost 21:30 Crònica | Pts: Durant 27 Rebs: Durant 10 Assist: Billups 3 |         | Pts: Marquinhos 16 Rebs: Splitter 10 Assist: Huertas 5 | Abdi İpekçi Arena, Istanbul Assistència: 12,500 espectadors Àrbitres: Romualdas Brazauskas (LTU), Christos Christodoulou (GRE), Stephen Seibel (CAN) |

## 31 d'agost
Dia de descans.

## 1 de setembre

### Croàcia - Tunísia
| 1 de setembre 16:30 Crònica | Croàcia                                                      | '84'–64 | Tunísia                                           | Abdi İpekçi Arena, Istanbul Assistència: 12,500 espectadors Àrbitres: Romualdas Brazauskas (LTU), Stephen Seibel (CAN), Carlos José Julio (ANG) |
| 1 de setembre 16:30 Crònica | Resultats per quarts: 23–12, 20–11, 22–17, 19–24             |         |                                                   | Abdi İpekçi Arena, Istanbul Assistència: 12,500 espectadors Àrbitres: Romualdas Brazauskas (LTU), Stephen Seibel (CAN), Carlos José Julio (ANG) |
| 1 de setembre 16:30 Crònica | Pts: Bogdanović 19 Rebs: Tomić 9 Assist: Planinić, Popović 5 |         | Pts: Romdhane 23 Rebs: Slimane 9 Assist: Knioua 4 | Abdi İpekçi Arena, Istanbul Assistència: 12,500 espectadors Àrbitres: Romualdas Brazauskas (LTU), Stephen Seibel (CAN), Carlos José Julio (ANG) |

### Iran - Estats Units
| 1 de setembre 19:00 Crònica | Iran                                                      | 51–'88' | Estats Units                                        | Abdi İpekçi Arena, Istanbul Assistència: 12,500 espectadors Àrbitres: David Chambon (FRA), Yuji Hirahara (JPN), Jose Hernan Melgarejo Pinto (COL) |
| 1 de setembre 19:00 Crònica | Resultats per quarts: 13–19, 15–23, 11–20, 12–26          |         |                                                     | Abdi İpekçi Arena, Istanbul Assistència: 12,500 espectadors Àrbitres: David Chambon (FRA), Yuji Hirahara (JPN), Jose Hernan Melgarejo Pinto (COL) |
| 1 de setembre 19:00 Crònica | Pts: Haddadi 19 Rebs: Kazemi, Haddadi 5 Assist: Davoudi 2 |         | Pts: Love 13 Rebs: Love, Chandler 6 Assist: Curry 5 | Abdi İpekçi Arena, Istanbul Assistència: 12,500 espectadors Àrbitres: David Chambon (FRA), Yuji Hirahara (JPN), Jose Hernan Melgarejo Pinto (COL) |

### Brasil - Eslovènia
| 1 de setembre 21:30 Crònica | Brasil                                                       | 77–'80' | Eslovènia                                             | Abdi İpekçi Arena, Istanbul Assistència: 12,500 espectadors Àrbitres: Jose Martin (ESP), Recep Ankarali (TUR), Reynaldo Antonio Mercedes Sanchez (DOM) |
| 1 de setembre 21:30 Crònica | Resultats per quarts: 18–20, 12–24, 21–23, 26–13             |         |                                                       | Abdi İpekçi Arena, Istanbul Assistència: 12,500 espectadors Àrbitres: Jose Martin (ESP), Recep Ankarali (TUR), Reynaldo Antonio Mercedes Sanchez (DOM) |
| 1 de setembre 21:30 Crònica | Pts: Machado 20 Rebs: Varejão, Splitter 4 Assist: Huertas 10 |         | Pts: Lakovič 20 Rebs: Bečirovič 9 Assist: Bečirovič 4 | Abdi İpekçi Arena, Istanbul Assistència: 12,500 espectadors Àrbitres: Jose Martin (ESP), Recep Ankarali (TUR), Reynaldo Antonio Mercedes Sanchez (DOM) |

## 2 de setembre

### Estats Units - Tunísia
| 2 de setembre 16:30 Crònica | Estats Units                                          | '92'–57 | Tunísia                                           | Abdi İpekçi Arena, Istanbul Assistència: 12,500 espectadors Àrbitres: Recep Ankarali (TUR), Carlos José Julio (ANG), Jose Hernan Melgarejo Pinto (COL) |
| 2 de setembre 16:30 Crònica | Resultats per quarts: 19–13, 20–20, 24–13, 29–13      |         |                                                   | Abdi İpekçi Arena, Istanbul Assistència: 12,500 espectadors Àrbitres: Recep Ankarali (TUR), Carlos José Julio (ANG), Jose Hernan Melgarejo Pinto (COL) |
| 2 de setembre 16:30 Crònica | Pts: Gordon 21 Rebs: Iguodala 6 Assist: 6 tied with 2 |         | Pts: Kechrid 15 Rebs: Mejri 8 Assist: Dhifallah 2 | Abdi İpekçi Arena, Istanbul Assistència: 12,500 espectadors Àrbitres: Recep Ankarali (TUR), Carlos José Julio (ANG), Jose Hernan Melgarejo Pinto (COL) |

### Eslovènia - Iran
| 2 de setembre 19:00 Crònica | Eslovènia                                         | '65'–60 | Iran                                             | Abdi İpekçi Arena, Istanbul Assistència: 12,500 espectadors Àrbitres: Yuji Hirahara (JPN), Christos Christodoulou (GRE), Reynaldo Antonio Mercedes Sanchez (DOM) |
| 2 de setembre 19:00 Crònica | Resultats per quarts: 19–6, 9–17, 24–11, 13–26    |         |                                                  | Abdi İpekçi Arena, Istanbul Assistència: 12,500 espectadors Àrbitres: Yuji Hirahara (JPN), Christos Christodoulou (GRE), Reynaldo Antonio Mercedes Sanchez (DOM) |
| 2 de setembre 19:00 Crònica | Pts: Dragić 18 Rebs: Dragić 6 Assist: Bečirovič 3 |         | Pts: Haddadi 15 Rebs: Kazemi 14 Assist: Davari 4 | Abdi İpekçi Arena, Istanbul Assistència: 12,500 espectadors Àrbitres: Yuji Hirahara (JPN), Christos Christodoulou (GRE), Reynaldo Antonio Mercedes Sanchez (DOM) |

### Brasil - Croàcia
| 2 de setembre 21:30 Crònica | Brasil                                             | '92'–74 | Croàcia                                                    | Abdi İpekçi Arena, Istanbul Assistència: 12,500 espectadors Àrbitres: Romualdas Brazauskas (LTU), Stephen Seibel (CAN), David Chambon (FRA) |
| 2 de setembre 21:30 Crònica | Resultats per quarts: 22–19, 26–16, 24–15, 20–24   |         |                                                            | Abdi İpekçi Arena, Istanbul Assistència: 12,500 espectadors Àrbitres: Romualdas Brazauskas (LTU), Stephen Seibel (CAN), David Chambon (FRA) |
| 2 de setembre 21:30 Crònica | Pts: Machado 18 Rebs: Varejão 12 Assist: Huertas 6 |         | Pts: Popović 15 Rebs: Bogdanović, Lončar 6 Assist: Tomas 3 | Abdi İpekçi Arena, Istanbul Assistència: 12,500 espectadors Àrbitres: Romualdas Brazauskas (LTU), Stephen Seibel (CAN), David Chambon (FRA) |